# Хрупкость
Хрупкость — свойство материала разрушаться без образования заметных остаточных деформаций. Является противоположным свойству пластичности. Материалы, обладающие этим свойством, называются хрупкими. Для таких материалов удлинение при разрыве не превышает 2…5 %, а в ряде случаев измеряется долями процента. К хрупким материалам относятся высокоуглеродистая инструментальная сталь, стекло, кирпич, бетон, чугун, вольфрам, хром, камни и др. Диаграмма растяжения хрупких материалов не имеет площадки текучести и зоны упрочнения.
Сопоставление предела прочности хрупких материалов при растяжении σв.р с пределом прочности при сжатии σв.с показывает, что эти материалы обладают, как правило, более высокими прочностными показателями при сжатии, нежели при растяжении, причём в некоторых случаях, как например с бетонами, предел прочности на сжатие больше чем на растяжение более чем на порядок. Отношение {\displaystyle k={\frac {{\sigma }_{B.p}}{{\sigma }_{B.c}}}} для керамических материалов в пределах 0,1…0,2.
Очень большое влияние на проявление свойств пластичности и хрупкости оказывают скорость нагружения и температура. При быстром нагружении более резко проявляется свойство хрупкости, а при медленном — свойство пластичности. Например, хрупкое стекло способно при длительном воздействии нагрузки при нормальной температуре получать остаточные деформации. Пластичные же материалы, такие как малоуглеродистая сталь, под воздействием резкой ударной нагрузки проявляют хрупкие свойства. При понижении температуры хрупкость материалов увеличивается, а при повышении температуры увеличивается свойство пластичности.
Одной из основных технологических операций, позволяющих изменять в нужном направлении свойства материала, является термообработка. Закалка резко повышает прочностные характеристики стали и одновременно снижает её пластические свойства.